# Zeche Vereinigte Gewalt
Die Zeche Vereinigte Gewalt ist ein ehemaliges Steinkohlenbergwerk in Essen-Überruhr-Hinsel. Die Zeche war bis 1820 auch unter den Namen Zeche Vereinigte Gewalt & Neuglück oder Zeche Vereinigte Neuglück & Gewalt bekannt. Ab 1823 war das Bergwerk überwiegend als Zeche Gewalt bekannt, bis 1865 wurde es auch Zeche Vereinigte Gewalt & Erbstollen genannt. Die Zeche Vereinigte Gewalt ist aus einer Konsolidation zweier bis dahin eigenständiger Bergwerke entstanden. Das Bergwerk war in der Mitte des 19. Jahrhunderts die größte Zeche im Ruhrgebiet.

## Geschichte

### Die ersten Jahre
Im Juli des Jahres 1813 konsolidierte die Zeche Neuglück unterhalb der Erbstollensohle mit der Zeche Gewalt zur Zeche Vereinigte Gewalt. Die Zeche hatte in diesem Jahr die Schächte Franz und Lisette sowie den Göpelschacht Conrad in Betrieb, die Förderung erfolgte über den Hauptstollen. Im Jahr 1820 wurde südlich der Eigenstraße der Kunstschacht Gewalt geteuft. Der Schachtansatzpunkt befand sich 100 Meter südlich von Schacht Conrad. Im Jahr 1821 wurde Schacht Conrad tiefer geteuft und bei einer Teufe von 52 Lachtern die 3. Sohle angesetzt. Im selben Jahr wurde am Schacht Gewalt eine zweite Dampfmaschine für die Wasserhaltung aufgestellt. Im Jahr 1823 wurde eine dritte Wasserhaltungsdampfmaschine in Betrieb genommen. Im Jahr 1825 war nur noch eine Wasserhaltungsdampfmaschine in Betrieb. Die übertägige Förderung der Kohlen erfolgte von Schacht Conrad über eine Pferdebahn bis zur Kohlenniederlage an der Ruhr.

### Der weitere Betrieb
Im Jahr 1830 erhielt Schacht Conrad eine neue Fördermaschine, diese wurde mit Dampf angetrieben. In den Jahren 1830/1831 kam es zu erhöhten Wasserzuflüssen. Aus diesem Grund wurde auf der 4. Sohle bei einer Teufe von 142 Metern (−65 Meter NN) eine Wasserhaltungsdampfmaschine aufgestellt. Im Jahr 1838 wurde der Kunstschacht Gewalt tiefer geteuft und bei einer Teufe von 180 Metern (−95 Meter NN) die 5. Sohle angesetzt. Im selben Jahr wurde Schacht Conrad bis zur 4. Sohle tiefer geteuft. Im Jahr 1840 wurde im Schacht bei einer Teufe von 242 Metern (−157 Meter NN) die 6. Sohle angesetzt, Schacht Conrad wurde bis zur 5. Sohle tiefer geteuft. Im Jahr 1841 erreichte der Schacht die 6. Sohle und bei einer Teufe von 254 Metern (−177 Meter NN) wurde die Sumpfsohle in Schacht Conrad angesetzt. Die Sumpfsohle wurde später in 6. nördliche Sohle umbenannt. Im Jahr 1842 wurde im Schacht Gewalt bei einer Teufe von 311 Metern (−226 Meter NN) die 7. Sohle angesetzt. Zu diesem Zeitpunkt war die Zeche Vereinigte Gewalt die tiefste Zeche im Ruhrrevier. Im Jahr 1844 wurde Schacht Conrad bis zur 7. Sohle tiefer geteuft. Im Jahr 1847 war die Zeche Vereinigte Gewalt die größte Zeche im Ruhrrevier. Im Jahr 1852 wurde im Schacht Conrad eine dampfgetriebene Fahrkunst bis zu einer Teufe von 123 Lachtern in Betrieb genommen. Es war eine doppelgleisige Fahrkunst und die erste Fahrkunst auf einer Zeche im Ruhrrevier. Das Bergwerk gehörte zu diesem Zeitpunkt zum Bergrevier Oberruhr-Hinsbeck. Im Jahr 1854 wurde das Flöz Kuckuck über eine fallende Strecke untersucht. Das Flöz befand sich im Hangenden des Flözes Ölzweig und hatte eine Mächtigkeit von 41 Zoll. Die Untersuchung ergab die Bauwürdigkeit des Flözes Kuckuck. Außerdem wurden in diesem Jahr an der Fahrkunst noch Ergänzungen getätigt. Am Gestängeendpunkt, der sich unterhalb der sechsten Tiefbausohle befand, wurde eine noch fehlende Sicherheitsrolle montiert. Das Bergwerk gehörte zu diesem Zeitpunkt zum Bergamtsbezirk Essen.
Im darauffolgenden Jahr gingen die Aus- und Vorrichtungsarbeiten weiter zügig voran. Für die Förderung der Kohlen von der Stollensohle nach Übertage wurde ein Wasseraufzug eingesetzt. Mit diesem Aufzug wurden die Kohlen von unter Tage bis zur Absturzbühne der Prinz-Wilhelm-Bahn gefördert. Im Jahr 1856 kam es unterhalb des Flözes Kuckuck, beim Durchfahren einer Mulde, zu starken Wasserzuflüssen, diese lagen bei 200 Kubikfuß pro Minute. Um das Grubenwasser aus einer Teufe von 150 Lachtern heben zu können, wurden mehrere Wasserhaltungsmaschinen mit einer Gesamtleistung von 800 PS eingesetzt. Trotz dieser Probleme wurden die Aus- und Vorrichtungsarbeiten weiter zügig fortgeführt. Im Jahr 1857 erhöhten sich die Wasserzuflüsse auf 216 Kubikfuß pro Minute. Dies führte letztendlich dazu, dass die 7. Sohle absoff und gesümpft werden musste. Das Wasser stand bis zu acht Lachter oberhalb der Sohle. Dadurch bedingt war es nicht möglich, die beabsichtigte Lösung des Gesenkbaues der Zeche Kunstwerk durchzuführen. Um die Wasserhaltung zu verstärken, wurden von der fünften zur vierten und von der vierten zur dritten Sohle neue Pumpen installiert. Im Jahr 1858 wurde auf der 7. Sohle zwischen Schacht Conrad und Schacht Gewalt ein Durchschlag erstellt. Diese Maßnahme diente der Verbesserung der Wasserhaltung. Außerdem wurden mit der 5. nördlichen Sohle und der 6. neuen südlichen Sohle weitere Zwischensohlen angesetzt. Die 5. nördliche Sohle befand sich bei einer Teufe von 173 Metern (−96 Meter NN) und die 6. neue südliche Sohle bei einer Teufe von 261 Metern (−184 Meter NN). Übertage wurde in diesem Jahr eine weitere Esse errichtet. Dadurch konnte mit den Dampfkesseln mehr Dampf erzeugt werden. Mit dieser Maßnahme war es nun möglich, das Grubenwasser auf der siebten Tiefbausohle besser abzupumpen. Im Jahr 1859 kam es an der Pumpenanlage zu einem größeren Schaden. An der 70-zölligen Maschine kam es zu einem Bruch des Zylinderkolbens, an der 91-zölligen Maschine brach der Balancier. Durch die Schäden an den Wasserhaltungsmaschinen konnte das anfallende Grubenwasser nicht abgepumpt werden und stieg bis zur sechsten Tiefbausohle. Trotz Sümpfungsarbeiten konnte der Wasserspiegel bis zum Jahresende nicht wieder unter die 7. Sohle gebracht werden. Das führte dazu, dass die Hauptfördermenge nicht aus dem tiefen Flöz Oelzweig, sondern aus dem oberen Bereich des Grubengebäudes erbracht werden musste.

### Die letzten Jahre
Im Jahr 1860 kam es zur Konsolidation mit den Zechen Glocke, Neuglück und Kuckuck zur Zeche Neuglück & Gewalt. In diesem Jahr war man mit den Sümpfarbeiten bis zur siebten Tiefbausohle beschäftigt. Die Wasserzuflüsse betrugen 208 Kubikfuß pro Minute. Aufgrund der noch nicht fertig gesümpften unteren Tiefbausohle richtete man die Gewinnungsarbeiten auf die höher liegenden Flöze aus. Im darauffolgenden Jahr erreichte die Streckenauffahrung nach Osten auf der sechsten Bausohle im Sattelnordflügel des Flözes Kuckuck bei einer Auffahrungslänge von 188 Lachtern die Sattelwendung. Auf derselben Sohle wurde in diesem Jahr das Flöz Donnergatt vorgerichtet. Außerdem konnten auf der siebten Tiefbausohle die restlichen Aufwältigungsarbeiten getätigt und das restliche Grubenwasser abgepumpt werden. Anschließend wurde das Flöz Oelzweig wieder in Bau genommen. Das Bergwerk gehörte zu dieser Zeit zum Bergrevier Steele. Im Jahr 1862 wurde auf der 6. Sohle mit dem Querschlag zur Mulde von Flöz Donnergatt das Flöz Donnergatt angefahren. Das Flöz hatte hier eine Mächtigkeit von 36 Zoll. Auf der 6. und der 7. Sohle verliefen die weiteren Vorrichtungsarbeiten ohne Probleme. Der Abbau auf beiden Sohlen wurde entsprechend dem Absatz betrieben. Die Wasserzuflüsse betrugen im Durchschnitt 167 Kubikfuß pro Minute. Im darauffolgenden Jahr wurde der Abbau auf der 6. Sohle und der 7. Sohle stark vorangetrieben. Abgebaut wurde auf beiden Sohlen im Flöz Oelzweig. Auch die Vorrichtungsarbeiten in den Flözen Kuckuck und Donnergatt verliefen zügig. Im Betrieb von Flöz Kuckuck wurde die Grundstrecke auf den Förderbetrieb mittels Grubenpferden eingerichtet. Die Zuflüsse an Grubenwasser betrugen in diesem Jahr im Durchschnitt 174 Kubikfuß pro Minute.
Im Jahr 1865 war ein Teil der tiefer liegende Grubenbaue, bedingt durch hohe Wasserzuflüsse, betrieblich nicht nutzbar. Dies traf insbesondere auf die tieferen Grubenbaue im Flöz Oelzweig zu. Um die Wasserzuflüsse zu beherrschen, wurde auf dem Kunstschacht, zu der bereits vorhandenen 70-zölligen Wasserhaltungsmaschine, eine weitere Wasserhaltungsmaschine installiert. Auch an den bereits vorhandenen Maschinen in den anderen Schächten wurden weitere Modifikationen, z. B. durch Installation einer Kondensationsvorrichtung, getätigt. Im Jahr 1869 kam es auf dem Bergwerk zu einer größeren Betriebsstörung. An der Wasserhaltungsmaschine waren Maschinenbrüche aufgetreten, die behoben werden mussten. Im Jahr 1871 wurde die Zeche nur als Zeche Vereinigte Gewalt geführt, als Schächte waren weiterhin der Wasserhaltungsschacht Gewalt und der Förderschacht Conrad in Betrieb. Mittlerweile wurde auf der 8. Sohle bei einer Teufe von 330 Metern (−253 Meter NN) Abbau betrieben. Die Berechtsame umfasste zu diesem Zeitpunkt ein Längenfeld mit großer Vierung. Am Jahresende 1886 wurde die Zeche Vereinigte Gewalt wegen starker Wasserzuflüsse von der Ruhr stillgelegt. Im Jahr 1890 wurden mit der Zeche Gottvertraut Verhandlungen über eine Konsolidation begonnen. Im Jahr 1902 konsolidierten die Zechen Vereinigte Gewalt und Gottvertraut zur Zeche Vereinigte Gewalt & Gottvertraut.

## Förderung und Belegschaft
Die ersten Belegschaftszahlen des Bergwerks stammen aus dem Jahr 1813, in diesem Jahr waren 20 Bergleute auf der Zeche beschäftigt. Die ersten Förderzahlen des Bergwerks stammen aus dem Jahr 1827, in diesem Jahr wurden 280.455 Scheffel Steinkohle gefördert. Im Jahr 1830 stieg die Förderung auf 398.504 Scheffel, diese Förderung wurden mit 126 Bergleuten erbracht. Im Jahr 1834 waren 245 Bergleute auf der Zeche beschäftigt. Im Jahr 1836 wurden 115.584 preußische Tonnen Steinkohle gefördert. Im Jahr 1840 stieg die Förderung auf 34.059 Tonnen Steinkohle. Im Jahr 1845 wurden 41.261 Tonnen Steinkohle gefördert. Im Jahr 1847 wurden 58.101 Tonnen Steinkohle gefördert. In den Folgejahren stieg die Förderung kontinuierlich an auf über 84.013 Tonnen im Jahr 1850 und bis auf 89.511 Tonnen im Jahr 1855. Auch die Belegschaftszahlen stiegen von 356 Bergleuten in 1850 auf 461 Bergleute im Jahr 1855. Im Jahr 1858 sank die Förderung leicht auf 82.385 Tonnen Steinkohle, auch die Belegschaft verringerte sich auf 412 Bergleute. Im Jahr 1865 wurde mit 282 Mitarbeitern eine Förderung von 152.852 preußischen Tonnen Steinkohle erbracht. Im Jahr 1871 stieg die Förderung auf 92.763 Tonnen, diese Förderung wurden mit 478 Bergleuten erbracht. Die maximale Förderung des Bergwerks wurde im Jahr 1872 erbracht. In diesem Jahr wurden von 428 Bergleuten 106.802 Tonnen Steinkohle gefördert. Danach sanken die Förder- und Belegschaftszahlen wieder. Im Jahr 1875 förderten 349 Bergleute 76.600 Tonnen Steinkohle und im Jahr 1880 förderten 317 Bergleute 65.952 Tonnen Steinkohle. Die letzten bekannten Förder- und Belegschaftszahlen des Bergwerks stammen aus dem Jahr 1885, in diesem Jahr wurden mit 334 Bergleuten 85.410 Tonnen Steinkohle gefördert.